# Kungurska ledena špilja
Kungurska ledena špilja (ruski: Кунгу́рская пеще́ра) jedna od najpopularnijih turističkih atrakcija Urala, je spomenik prirode od nacionalnog značaja. Jedinstvena u Rusiji špilja je kvalitetno opremljena za izlete. Špilja se nalazi u Permskom kraju, na desnoj obali rijeke Silve, na periferiji grada Kungura u selu Filippovka (100 km od Perma).
Jedinstveni geološki spomenik — jedna od najvećih krških špilja u europskom dijelu Rusije. Duljina pećine je 5.600 metara, od čega je 1,5 km je opremljeno za turiste, špilja ima više od 60 jezera, najveće jezero (Veliko jezero) 1300 prostornih metara, dubine do 3 m. Izleti su vođeni u pećini od 1914. godine. Zbog velikog broja turista u 1969 godini otvoren je Kungurski ured za putovanja i izlete. Vrh posjećenosti bio je 1980. godine, pećinu je posjetilo 202.481 ljudi. U većini špilja temperatura je blizu nule, praktički nema nikakvih štetnih mikroba. Postoje neke špilje, kojima čak i ljeti temperatura ostaje ispod nule, kao Kula pećina (ruski: грот Вышка) (-17°C) ili Dijamantna pećina (ruski: грот Бриллиантовый) (-32°C).